# خانه شاه نشین
خانه شاه نشین مربوط به دوره قاجار است و در شهرستان جاجرم، بخش جلگه سنخواست، دهستان چهارده سنخواست، روستای خراشا واقع شده و این اثر در تاریخ ۲۸ اسفند ۱۳۸۵ با شمارهٔ ثبت ۱۸۷۴۰ به‌عنوان یکی از آثار ملی ایران به ثبت رسیده است.